# Пјанеле (Мачерата)
Пјанеле (итал. Pianelle) насеље је у Италији у округу Мачерата, региону Марке.
Према процени из 2011. у насељу је живео 31 становник. Насеље се налази на надморској висини од 545 м.